# Angélica Blandón
Angélica María Blandón Gallo (Medellín, 12 de marzo de 1980) es una actriz colombiana de cine y televisión, reconocida por su participación en la película Paraíso Travel y en las series de televisión El cartel de los sapos: el origen, Las muñecas de la mafia y Tres milagros. En el año 2015 interpretó a Claudia Viviana, papel inspirado en Doris Adriana Niño, una de las principales seguidoras del cantante de vallenato Diomedes Díaz, en la bio-novela Diomedes, el Cacique de La Junta del Canal RCN. En 2018 realizó una pequeña obra de teatro en el Planetario de Bogotá junto a un elenco de lujo, la actriz colombiana Marcela Mar y el actor mexicano Humberto Busto llamada Constelaciones. La obra fue dirigida por el también actor Fabio Rubiano y el escritor Sandro Romero.

## Biografía
Blandón empezó a interesarse en el mundo de la actuación desde su infancia. Aunque con los años se ha dedicado principalmente al teatro, sus primeros pasos los dio, sin saberlo, aprendiendo poemas y rutinas de baile para amenizar las fiestas de sus padres.
Estudió durante cinco años en la Academia de Efraín Arce Aragón en Medellín (hoy día la Escuela de Talentos), en la Corporación Colombiana de Teatro y en la Academia Superior del  Arte de Bogotá. Más tarde se trasladaría con su familia a Nueva York.
Tiempo después regresó a Colombia y participó en Los Monachos, con María Angélica Mallarino; en la serie Oki Doki y en la novela Tan cerca y tan lejos. Poco después, entró a formar parte del grupo Rapsoda de la Corporación Colombiana de Teatro, dirigido por Patricia Ariza. Allí actuó en la obra Guadalupe años sin cuenta. Luego trabajó en la  novela Vuelo 1503. Posteriormente, durante 2009 participó como protagonista en la telenovela Las muñecas de la mafia en el papel de Brenda.
En teatro se ha destacado con las obras Poses para dormir, El club del tropel, La bella durmiente, En el cielo también hay paisas, Los guardianes de la paz, Borges y Cartera. En televisión ha participado en Tan cerca y tan lejos, No renuncies Salomé, Sin senos no hay paraíso y El cartel de los sapos 2.
En 2011 protagonizó Tres milagros, del Canal RCN, y 180 segundos, una película de RCN Cine.

## Filmografía

### Televisión
| Año       | Título                                    | Personaje                   | Canal              |
| --------- | ----------------------------------------- | --------------------------- | ------------------ |
| 1996      | Oki Doki                                  | Pato                        | Canal RCN          |
| 1997-1999 | Yo amo a Paquita Gallego                  | Fanática de Alejandro Olmos | Canal A            |
| 2003      | No renuncies Salomé                       | Verónica                    | Canal RCN          |
| 2005-2006 | Vuelo 1503                                | Claudia                     | Caracol Televisión |
| 2008-2009 | Sin senos no hay paraiso                  | Camila                      | Telemundo          |
| 2009-2010 | Las muñecas de la mafia                   | Brenda                      | Caracol Televisión |
| 2010      | El cartel de los sapos 2: la guerra total | Johanna Lesmes              | Caracol Televisión |
| 2011      | Decisiones extremas                       | Berta                       | Telemundo          |
| 2011-2012 | Tres milagros                             | Milagros Rendón             | Canal RCN          |
| 2013-2014 | 5 viudas sueltas                          | Luisa Bustos                | Caracol Televisión |
| 2014      | El estilista                              | Martina Olmos               | Canal RCN          |
| 2015      | Diomedes, el Cacique de La Junta          | Claudia Viviana Mora        | Canal RCN          |
| 2017      | Sobreviviendo a Escobar, alias JJ         | Lorenza Penagos             | Caracol Televisión |
| 2018      | Pasada de moda 2 - La edad versátil       | Mariana                     | Caracol Play       |
| 2018      | Sitiados                                  | Corina                      | Fox Premium        |
| 2020      | Las ausentes                              | Isabel                      | Telecafé           |
| 2021      | Interiores                                | Natalia                     | Canal Capital      |
| 2021      | El Cartel de los Sapos: el origen         | Fabiola Montes              | Netflix            |
| 2024      | Klass 95                                  | Helena "Helenita" Duarte    | Caracol Televisión |
| 2024-2025 | Manes                                     | Ana María de Herrera        | Prime Vídeo        |

## Reality
| Año  | Título           | Rol          | Canal     |
| ---- | ---------------- | ------------ | --------- |
| 2019 | Reto 4 elementos | Participante | Canal RCN |

## Cine
| Año  | Título                      | Personaje | Nota |
| ---- | --------------------------- | --------- | ---- |
| 2007 | Paraíso travel              | Reina     |      |
| 2010 | Almas perdidas              | Connie    |      |
| 2012 | 180 segundos                | Angie     |      |
| 2015 | Las tetas de mi madre       | Cristal   |      |
| 2016 | Destinos                    | Laura     |      |
| 2016 | Fragmentos de amor          | Susana    |      |
| 2016 | La despedida                | Julia     |      |
| 2017 | Monserrate, ¿cómo el cerro? |           |      |
| 2021 | Una visita inesperada       |           |      |

## Premios y nominaciones

### Premios India Catalina
| Año  | Categoría                                                | Telenovela o serie      | Resultado |
| ---- | -------------------------------------------------------- | ----------------------- | --------- |
| 2015 | Mejor actriz antagónica de telenovela, serie o miniserie | El Estilista            | Nominada  |
| 2014 | Mejor actriz protagónica de telenovela                   | 5 viudas sueltas        | Nominada  |
| 2012 | Mejor actriz protagónica de serie o miniserie            | Tres milagros           | Nominada  |
| 2010 | Mejor actriz protagónica de serie o miniserie            | Las muñecas de la mafia | Nominada  |
| 2010 | Mejor actriz/actor revelación                            | Las muñecas de la mafia | Nominada  |

### Premios Tvynovelas
| Año  | Categoría                              | Telenovela/Serie                 | Resultado |
| ---- | -------------------------------------- | -------------------------------- | --------- |
| 2016 | Mejor actriz de reparto de telenovela  | Diomedes, el Cacique de La Junta | Nominada  |
| 2015 | Mejor actriz antagónica de serie       | El Estilista                     | Nominada  |
| 2014 | Mejor actriz protagónica de telenovela | 5 viudas sueltas                 | Nominada  |
| 2010 | Mejor actriz/actor revelación          | Las muñecas de la mafia          | Nominada  |

### Otros premios obtenidos
- Premio a Mejor actriz en el Festival de Cine de Bogotá en Colombia por "Paraíso Travel"
- Mención el festival de cine de CHICAGO, por "Paraíso Travel."